# Хедигер, Хельмут
Хе́льмут Хе́дигер (нем. Helmut Hediger; 3 мая 1945, Клостернойбург) — австрийский гребец-байдарочник, выступал за сборную Австрии в середине 1960-х — начале 1970-х годов. Участник двух летних Олимпийских игр, серебряный призёр чемпионата мира, бронзовый призёр чемпионата Европы, победитель многих регат национального и международного значения.

## Биография
Хельмут Хедигер родился 3 мая 1945 года в городе Клостернойбурге.
Первого серьёзного успеха на взрослом международном уровне добился в 1966 году, когда попал в основной состав австрийской национальной сборной и побывал на чемпионате мира в Восточном Берлине, откуда привёз награду серебряного достоинства, выигранную в зачёте четырёхместных байдарок на дистанции 1000 метров совместно с такими гребцами как Гюнтер Пфафф, Курт Линдльгрубер и Герхард Зайбольд — в финале их обошёл только экипаж из Румынии. Год спустя выступил на чемпионате Европы в западногерманском Дуйсбурге, где получил бронзовую медаль в четвёрках на десяти километрах.
Благодаря череде удачных выступлений Хедигер удостоился права защищать честь страны на летних Олимпийских играх 1968 года в Мехико — в составе того же четырёхместного экипажа на тысяче метрах благополучно преодолел стартовый этап и полуфинальную стадию, однако в решающем заезде финишировал лишь седьмым из девяти команд.
После Олимпиады в Мексике Хельмут Хедигер остался в основном составе гребной команды Австрии на ещё один олимпийский цикл и продолжил принимать участие в крупнейших международных регатах. Как один из лидеров команды прошёл квалификацию на Олимпийские игры 1972 года в Мюнхене — на сей раз стартовал в двойках вместе с напарником Гюнтером Пфаффом на километровой дистанции и вновь расположился в итоговом протоколе на седьмом месте, оставшись вдалеке от призовых позиций. Вскоре по окончании этих соревнований принял решение завершить карьеру профессионального спортсмена, уступив место в сборной молодым австрийским гребцам.